# شرق ویندزور (کنتیکت)
شرق ویندزور (به انگلیسی: East Windsor) یک منطقهٔ مسکونی در ایالات متحده آمریکا است که در شهرستان هارتفورد، کنتیکت واقع شده‌است.
 شرق ویندزور ۶۹٫۵ کیلومتر مربع مساحت و ۱۱٬۱۶۲ نفر جمعیت دارد و ۲۲ متر بالاتر از سطح دریا واقع شده‌است.